# 黃旺成
黃旺成（1888年7月19日—1978年3月3日），亦即陳旺成，筆名菊仙、熱言生、冷雨子，1888年生於清治臺灣臺北府新竹縣竹塹堡赤土崎庄草厝仔（今新竹市東區建功聯一帶），為台灣的一位社會運動者。臺灣日治時期參與過臺灣文化協會、臺灣民眾黨，為臺灣民眾黨的創立委員之一。

## 生平

### 早年生活[3][5]
1888年7月19日出生，1894年入赤土崎張鵬飛私塾學習漢文，隨後因父親在城內經商，由南門中街遷至北門大街，在北門周國珍私塾繼續學習漢學。戶籍則由赤土崎遷至北門209，姓名登記為陳旺成。(父親陳送入贅黃家，遷戶口時將其報從陳姓，直至戰後競選省議員時恢復黃姓。)
1903年入新竹公學校為第五屆畢業生，後考入臺灣總督府國語學校師範部乙科，並於1911年畢業，擔任新竹公學校「訓導」教職。

### 教職生涯(1911--1918)[3][5]
自1911年畢業以來，平日致力教職，假日時參加新竹公學校的定期詩會。1913年著文官官服，去辮剪髮。1917年擔任亂彈會幹事員，同時由於校長訓話無理，於1918年與吳萬來、胡桂林一同辭去教職。

### 社會運動的楔子
辭去教職後，與人合組「良成商會」，旋即於隔年(1918年)解散。1920年，赴台中擔任蔡蓮舫先生之家庭教師，並且參加蔡蓮舫、林獻堂組織之振南貿易株式會社，出任清算人。

### 從事社會運動
於1926年擔任《臺灣民報》記者、並於1935年任新竹市議員。1942年，受施儒珍等人被捕的影響，被日警拘留二百多天。二戰後，擔任過《民報》總主筆。二二八事件時，遭通緝，逃往中國大陸；隔年返臺，在其學生新竹防衛司令部司令蘇紹文協助下無罪開釋。之後擔任過臺灣省參議員，入臺灣省通志局任編纂兼編纂組長，並在1952年擔任新竹縣文獻委員會主任委員。

## 日記
中央研究院臺灣史研究所出版的《黃旺成日記》，乃新竹地區重要地方史料，亦為臺灣史研究重要的參考資料；其中提供豐富的生活史資料，包含宗教、民俗活動、宗族史、娛樂史、讀書紀錄、詩友會、下棋等活動。《黃旺成日記》共48本，自1912年至1973年之中13年的日記缺失，共49年的日記，為目前已出版的臺灣人日記中保存的日記時間最長，且逐日而記、鮮少闕漏。

## 家族
黨外運動律師黃繼圖是黃旺成之子。

## 外部連結
- 臺灣大百科全書——陳旺成 （页面存档备份，存于）